# HFC EDO in het seizoen 1957/58
Het seizoen 1957/1958 was het vierde jaar in het bestaan van de Haarlemse betaaldvoetbalclub EDO. De club kwam uit in de Eerste divisie A en eindigde daarin op de 16e plaats, dit hield in dat de club rechtstreeks degradeerde naar de Tweede divisie. Tevens deed de club mee aan het toernooi om de KNVB beker, hierin werd in de tweede ronde verloren van ADO (1–3).

## Wedstrijdstatistieken

### Eerste divisie A
|       | AGOVV | Alkmaar '54 | D.F.C. | DWS   | Excelsior | De Graafschap | Helmond | HVC   | RBC   | Roda Sport | SVV   | Vitesse | Volendam | VSV   | Willem II |
| ----- | ----- | ----------- | ------ | ----- | --------- | ------------- | ------- | ----- | ----- | ---------- | ----- | ------- | -------- | ----- | --------- |
| Thuis | 1 – 0 | 0 – 3       | 1 – 2  | 1 – 3 | 0 – 0     | 1 – 0         | 2 – 1   | 0 – 3 | 1 – 1 | 2 – 2      | 1 – 2 | 0 – 1   | 3 – 2    | 1 – 0 | 2 – 4     |
| Uit   | 1 – 1 | 1 – 1       | 4 – 1  | 3 – 1 | 1 – 0     | 4 – 1         | 2 – 1   | 3 – 0 | 2 – 0 | 1 – 0      | 1 – 0 | 6 – 1   | 3 – 1    | 0 – 0 | 1 – 0     |

### KNVB beker
| 1e ronde                                            | EHS                                                 | 0 – 3 (0 – 1) | EDO                                                  |
| 26 december 1957 Plaats: Haarlem Noordersportpark   |                                                     |               | Henk Belfroid Joop Duivenvoorden 75' Hans Spiers 85' |
| 2e ronde                                            | ADO                                                 | 3 – 1 (1 – 0) | EDO                                                  |
| 16 februari 1958 Plaats: Den Haag Zuiderparkstadion | Mick Clavan 10' Lex Rijnvis 79' Theo Timmermans 89' |               | 52' Henk Belfroid                                    |

## Statistieken EDO 1957/1958

### Eindstand EDO in de Nederlandse Eerste divisie A 1957 / 1958
| Stand | Gespeeld | Gewonnen | Gelijk | Verloren | Punten | Doelpunten voor | Doelpunten tegen |
| ----- | -------- | -------- | ------ | -------- | ------ | --------------- | ---------------- |
| 16e   | 30       | 5        | 6      | 19       | 16     | 24              | 57               |

### Topscorers
| #      | Naam               | Goal |
| ------ | ------------------ | ---- |
| 1.     | Henk Belfroid      | 5    |
| 1.     | Hans Spiers        | 5    |
| 3.     | Jaap Duivenvoorden | 4    |
| 4.     | Leen Plaizier      | 3    |
| 4.     | Cees Smit          | 3    |
| 6.     | Leo Kops           | 2    |
| 7.     | Henk Leonhardt     | 1    |
| 7.     | Ferry Pettersson   | 1    |
| Totaal | Totaal             | 24   |

| #      | Naam               | Goal |
| ------ | ------------------ | ---- |
| 1.     | Henk Belfroid      | 2    |
| 2.     | Joop Duivenvoorden | 1    |
| 2.     | Hans Spiers        | 1    |
| Totaal | Totaal             | 4    |